# La vanità delusa
La vanità delusa è un dramma giocoso in due atti del compositore Domenico Cimarosa basato sul libretto Il mercato di Malmantile di Carlo Goldoni. Il musicista compose questo lavoro in gran fretta, come dimostrato i documenti recentemente riportati alla luce, tanto che, per adempire al contratto stipulato con l'impresario del Teatro alla Pergola Andrea Campigli, Cimarosa fu costretto a far adattare al librettista che curò la nuova versione del libretto i versi su musica preesistente e tratta da precedenti lavori composti per i teatri napoletani, con particolare riferimento a L'apparenza inganna e La bella greca. Molti numeri della partitura de La vanità delusa, infatti, non risultano autografi ma vergati dalla mano di diversi copisti (in alcuni casi veri e propri compositori coinvolti nella produzione).
La nuova edizione critica dell'opera, curata dall'Accademia Lirica Toscana "Domenico Cimarosa", nell'ampia introduzione che anticipa la partitura, riporta tutti gli inediti documenti che testimoniano le intricate vicende che portarono alla composizione di questo lavoro, affascinante e sicuramente di grande interesse all'interno della produzione cimarosiana, ma al tempo stesso assai anomalo nella costruzione formale e per alcune inevitabili forzature nella musica e nel libretto dovuti all'adattamento, avvenuto in tempi brevissimi, dell'originale testo goldoniano.
L'opera fu rappresentata, in ritardo rispetto ai progetti originali dell'impresario Campigli che ne aveva previsto il debutto durante i primi giorni del mese di maggio 1784, alla fine di giugno dello stesso anno presso il Teatro alla Pergola di Firenze. Il lavoro ebbe un grandissimo successo di pubblico, tanto che l'impresario si risolse a proporne ulteriori repliche (non previste in origine) durante tutta la successiva stagione estiva.

## Cast della prima esecuzione assoluta
| Personaggio          | Registro vocale | Nome dell'interprete |
| -------------------- | --------------- | -------------------- |
| Lindora              | soprano         | Anna Orsini          |
| La marchesa          | soprano         | Luigia Allegretti    |
| Bita                 | soprano         | Francesca Benucci    |
| Scassaganasce        | tenore          | Vincenzo Maffoli     |
| Il conte della Rocca | tenore          | Giovacchino Bellandi |
| Sempronio            | basso           | Eusebio Pelliccioni  |
| Cecco                | basso           | Carlo Rovedini       |

## La trama
La cittadina di Malmantile (piccolo paese nei pressi di Firenze tutt'oggi esistente) è governata da Sempronio, uomo le cui azioni e disposizioni per la propria comunità sono sempre suggerite - e imposte - dalla figlia Lindora. La ragazza è innamorata del Conte della Rocca che sembra corrisponderle il sentimento sebbene contemporaneamente la Marchesa stia cercando di corteggiarlo con tutte le armi a sua disposizione. L'arrivo a Malmantile di Scassaganasce, dentista ciarlatano che millanta il possesso di rimedi miracolosi, complica gli eventi. Accusato di essere un ciarlatano, Scassaganasce viene condannato dal governatore Sempronio, ma immediatamente salvato dalla prigione dallo stesso che esonera il finto dentista dalla giusta pena per intervento diretto della figlia Lindora. A questo punto la Marchesa, gelosa, tenta di rivoltare tutti i cittadini di Malmantile contro il governatore, ma quando le attenzioni amorose del Conte si rivolgono verso lei attraverso una proposta di matrimonio, tutta la vicenda si conclude felicemente.

## Organico orchestrale
- 2 oboi
- 2 fagotti
- 2 corni
- archi